# TI (tender interchangeable)
Pour les articles homonymes, voir TI.
TI (tender interchangeable) est un type d'attelage entre une locomotive à vapeur et son tender.
Ce type d'attelage fut une pratique courante de la Compagnie des chemins de fer de l'Est sur ses locomotives de vitesse et sur les dernières locomotives étudiées. Il permettait à la Compagnie de modifier le couple locomotive-tender pour pouvoir soit augmenter le temps de trajet sans ravitaillement, soit continuer d'utiliser les tenders sur d'autres machines alors que les machines d'origine étaient radiées.
Un autre avantage de cet attelage est le fait qu'un tender avarié pouvait être facilement remplacé par un autre doté du même attelage sans avoir à rechercher une locomotive disposant du même tender.